# Spasmo (film)
Spasmo è un film del 1974 diretto da Umberto Lenzi. 
Il film è un thriller girato all'Argentario e all'Ansedonia, frazione di Orbetello.

## Trama
Christian è l'azionista di maggioranza nella fabbrica del fratello Fritz. Un giorno, mentre cerca di appartarsi in riva al mare assieme ad una ragazza, rinviene un manichino di donna seviziato, e poco dopo trova sulla spiaggia Barbara, una giovane svenuta cui presta soccorso. Ne è subito attratto, ma la ragazza fugge in automobile. L'uomo riesce a rintracciarla sullo yacht del suo spasimante Alex.
Sedotto dalla donna, Christian si lascia condurre in un motel. Nel bagno della stanza, tuttavia, viene aggredito da uno sconosciuto armato di pistola e, dopo essersi impadronito dell'arma, fa partire un colpo che lo abbatte. Credendo di averlo ucciso fugge con Barbara verso una rocca sperduta sulla scogliera.
Alla rocca incontra Malcolm e Clorinda, un signore anziano e una ragazza che sostengono di avere affittato l'abitazione. Christian è certo di aver già visto i due in passato. Il fatto di non aver trovato il cadavere del suo aggressore quando era tornato al motel, poi, cui ora si unisce il costante rinvenimento di forbici insanguinate, sembrano voler farlo impazzire, anche perché i misteriosi affittuari non credono alla sua storia. Convinto di essere vittima di un complotto, il mattino dopo prende l'automobile per andare a cercare Barbara. Mentre mette in moto la macchina, Barbara appare in lontananza alle sue spalle.
Poco dopo, sentendo dei rumori strani, scende dal veicolo. L'aggressore della sera prima, Torres, si materializza, prendendolo in ostaggio e conducendolo verso un dirupo. Christian si salva anche questa volta, uccidendo Torres e lanciando poi l'auto nel vuoto. Entrato quindi di nascosto in fabbrica, ascolta un colloquio tra i vari complici del complotto. A Fritz viene comunicato che il piano d'emergenza è riuscito, per la disperazione di Barbara, la quale in buona fede pensava di dover convincere Christian a farsi curare in un ospedale psichiatrico, a causa di turbe mentali che già in passato lo avevano costretto al ricovero. Le cose dovevano in effetti andare così, ma l'imprevisto innamoramento di Barbara e la pietà di Malcolm avevano cambiato il programma. Per questo Malcolm era stato ucciso.
Christian va dal fratello, che lo accusa di essere stato da piccolo la causa della morte del padre, ufficialmente suicida. Il filmato che Fritz sta guardando mostra i suoi funerali: il sopravvissuto riconosce Malcolm, e improvvisamente recupera nella memoria anche l'identità di Clorinda, infermiera dell'ospedale psichiatrico. In seguito raggiunge Barbara, ormai rassegnatasi a vivere con Alex, e l'abbraccia, ma mentre i due già sognano un futuro insieme l'uomo la uccide. Alex rientra trovando l'amata morta: l'assassino, distrutto, lo implora di sparargli.
Un colpo di telefono, nello studio di Fritz, comunica all'imprenditore la morte del fratello. Prima di arrivare sul posto, entra in una stanza piena di manichini seviziati: la malattia di cui soffriva Christian era ereditaria.